# Humanité 2.0
Humanité 2.0 (en anglais The Singularity is Near) est un livre de 647 pages de Raymond Kurzweil. Il s'agit d'une mise à jour de ses précédents ouvrages L'Ère des machines spirituelles (en anglais The Age of Spiritual Machines (1999) et L'Ère des machines intelligentes (en anglais The Age of Intelligent Machines). Il y décrit sa vision de la singularité technologique, à travers la combinaison de trois sciences principales : la génétique, les nanotechnologies, et la robotique (dont l'intelligence artificielle).

## Théorie
Selon Kurzweil, la convergence et le développement exponentiel des nouvelles technologies conduisent à l'émergence d'un monde complètement transformé. L'homme et les réseaux technologiques s'interpénétreront et se renforceront réciproquement d'une façon qui reculera sans limites prévisibles les frontières de la vie intelligente. Il réutilise le mot « singularité », popularisé par Vernor Vinge parce que rien de ce qui était admis jusqu'alors ne demeurera valide et parce qu'en contrepartie tout ce qui était considéré comme impossible deviendra possible. Notre intelligence jusqu'alors confinée dans ses supports biologiques - le cerveau-, deviendra progressivement non-biologique et des milliards de fois plus puissante qu'elle n'est aujourd'hui. Dans ce monde nouveau, les distinctions entre l'humain et la machine, entre le réel et la réalité virtuelle, s'estomperont progressivement. Les personnes pourront adopter des corps différents et multiplier les versions de leurs esprits. Ce faisant, les humains pourront contrôler le vieillissement et la maladie, éliminer la pollution, résoudre les problèmes de la pauvreté et de la faim dans le monde. De plus, cette révolution immense, selon Ray Kurzweil, pourrait se produire dans les 10 à 50 prochaines années, c'est-à-dire très prochainement à l'échelle de l'histoire humaine.

### Éditions
Édition originale :
- (en) Ray Kurzweil, The Singularity is Near : When Humans Transcend Biology, New York, Penguin, 2005, 652 p. (ISBN 0-14-303788-9 et 978-0-14-303788-0)

Le livre a été traduit et édité en français en 2007 :
- Ray Kurzweil (trad. de l'anglais par Adeline Mesmin), Humanité 2.0 : La Bible du changement [« The Singularity is Near: When Humans Transcend Biology »], Paris, M21, 2007, 647 p. (ISBN 978-2-916260-04-4 et 2-916260-04-8, OCLC 300279007, BNF 41462577, lire en ligne)